# Winters (Califórnia)
Winters é uma cidade localizada no estado americano da Califórnia, no condado de Yolo. Foi incorporada em 9 de fevereiro de 1898.

## Geografia
De acordo com o United States Census Bureau, a cidade tem uma área de 7,6 km², onde 7,5 km² estão cobertos por terra e 0,1 km² por água.

### Localidades na vizinhança
O diagrama seguinte representa as localidades num raio de 24 km ao redor de Winters.

## Demografia
Segundo o censo nacional de 2010, a sua população é de 6 624 habitantes e sua densidade populacional é de 878,88 hab/km². É a cidade menos populosa e a que, em 10 anos, teve o menor crescimento populacional do condado de Yolo. Possui 2 299 residências, que resulta em uma densidade de 305,03 residências/km².